# Adolf Lachowicz
Adolf Lachowicz (ur. 4 czerwca 1890 w Mińsku, zm. 31 sierpnia 1920 w bitwie koło Wolicy Śniatyckiej) – żołnierz armii rosyjskiej, porucznik kawalerii Wojska Polskiego, uczestnik I wojny światowej i wojny polsko-bolszewickiej. Kawaler Orderu Virtuti Militari.

## Życiorys
Urodził się 4 czerwca 1890 w rodzinie Wincentego i Ludwiki z d. Adamowicz. Absolwent gimnazjum. Zmobilizowany w 1913 na jeden rok do armii rosyjskiej. Następnie od stycznia 1919 w odrodzonym Wojsku Polskim. Służył w 9 pułku ułanów, gdzie otrzymał awans na porucznika. Walczył podczas wyprawy kijowskiej i wojny polsko-bolszewickiej
Szczególnie zasłużył się 31 sierpnia 1920 w bitwie pod Komarowem. „Zginął na czele swojego szwadronu, prowadząc szarżę przeciwko oddziałom 1 Armii Konnej S. Budionnego”. Za tę postawę został odznaczony pośmiertnie Orderem Virtuti Militari V klasy.

## Ordery i odznaczenia
- Krzyż Srebrny Orderu Wojskowego Virtuti Militari nr 3426 (1921, pośmiertnie)[1][2][3]